# Holotrichia femoralis
Holotrichia femoralis är en skalbaggsart som beskrevs av Zhang 1964. Holotrichia femoralis ingår i släktet Holotrichia och familjen Melolonthidae. Inga underarter finns listade i Catalogue of Life.